# Bolbro Gymnastik- og Idrætsforening
Bolbro G&IF er forkortelsen for klubben Bolbro Gymnastik- og Idrætsforening.
Den er beliggende på Friggasvej 14, 5200 Odense, hvor den har holdt til siden 1978. Selve klubben har eksisteret siden 1937. Bolbro G&IF dyrker både gymnastik, fodbold, badminton og håndbold.
Foreningen har et fodboldhold placeret i Fyns serie 1.

## Ekstern kilde/henvisning
- Bolbro G&IFs officielle hjemmeside Arkiveret 14. august 2007 hos  Wayback Machine
- S1 2007, pulje 1 Arkiveret 19. februar 2008 hos  Wayback Machine